# Mipham Chödrub Gyamtso
Mipham Chödrub Gyamtso (1742-1793) est le dixième shamarpa, également connu sous le nom de shamar rinpoché, un tulkou tibétain de l'école karma-kagyu du bouddhisme tibétain. 

## Lignée familiale
Mipham Chödrub Gyamtso est le frère de Lobsang Palden Yeshe , le sixième panchen-lama. Un deuxième frère était également une haute réincarnation au sein de l'école gelugpa, le Trungpa Tulkou. 

## Biographie
En 1780, le panchen-lama et son frère le Trungpa Tulkou entreprirent un voyage à Pékin, en partie parce que le premier avait été invité à rendre visite à l'empereur mandchou Qianlong . Peu de temps après son arrivée, le panchen-lama est mort de la variole. Qianlong a ensuite fait don d'une grande quantité d'or aux frères et sœurs du défunt panchen-lama. Le shamarpa a estimé qu'il était sérieusement lésé dans la distribution de cette richesse, a conclu une alliance occasionnelle avec quelques forces anti-gelugpa au Tibet et s'est enfui au Népal. Pendant son séjour là-bas, il persuada le roi du Népal de l'aider - moyennant une récompense - à acquérir ce qu'il considérait comme sa propriété légitime. Cela a conduit à deux invasions du Tibet par les Gurkhas en 1788 et 1791. Le septième panchen-lama s'est enfui à Lhassa et le gouvernement tibétain, incapable de fournir une réponse organisée et efficace demanda l'aide de Qianlong. L'arrivée d'une armée chinoise fut nécessaire pour expulser à nouveau les Gurkhas du pays. Le shamarpa a été blâmé pour les difficultés qu'il a causée et a été interdit par le gouvernement tibétain de reconnaissance officielle de réincarnation qui ne fut autorisée qu'en 1964.
C'est cette question, entre autres, qui a incité l'empereur chinois Qianlong à instituer la procédure de sélection de l'urne d'or.
En 1793, le dixième shamarpa est mort. La cause du décès est officiellement une hépatite, mais beaucoup pensent qu'il s'agit d'un suicide. Le monastère de Yanpachen a été confisqué par les gelugpa. Ultime humiliation, la couronne rouge de la ligne du shamarpa a été enterrée devant l'entrée du bâtiment.